# Christian Lerche (søofficer)
 Der er flere personer med dette navn, se Christian Lerche (flertydig).
Christian Lerche (født 8. juni 1712 på Nielstrup, død 8. oktober 1793 på Lerchenborg) var en dansk søofficer, far til Georg Flemming Lerche.
Han var søn af Christian Corneliusen Lerche og Sophie Ulrikke von Reichau. 1721 blev Lerche indskrevet som volontør ved Søkadetkompagniet, 1726 blev han kadet reformé og drog samme år til søs med orlogsskibet Slesvig, der blev ført af hans svoger Ulrik Frederik Suhm. 1728 kom han til Norge, bl.a. til Frederikshald.
I 1729 blev han kommanderet til fregatten Høyenhald ført af kaptajnløjtnant Kierulf. Rejsen gik til Trondhjem og Bergen, og Lerche blev tre måneder i Norge, hvor han besøgte sine svigerforældre. Samme år skiftede Lerche værn, gik ind i Hæren og blev 1730 landkadet og 1733 sekondløjtnant i Johan Frederik Frølichs gevorbne Infanteriregiment. 
1740 lykkedes det ham atter at skifte værn og blev kaptajn i Marinen og chef for 2. Søart. Kompagni, 1752 indrulleringschef i Trondhjemske Distrikt, 1755 karakter som søkaptajn, 1769 som kommandørkaptajn, 1777 afsked som indrulleringschef og rang med kontreadmiral, 1778 Indrulleringschef i slesvigske Distrikt (Flensborg) og fik 1789 afsked med ventepenge.
Han har efterladt en selvbiografi, forfattet 1786.
Han var gift med Hilleborg Levine født komtesse Holck (1700-1749).